# Lycopersicon pennellii
Lycopersicon pennellii là loài thực vật có hoa trong họ Cà. Loài này được (Correll) D'Arcy mô tả khoa học đầu tiên năm 1982.